# 이언 싱클레어
이언 싱클레어(영어: Ian Sinclair, 1984년 3월 2일 ~ )는 미국의 성우이다. 일본 애니메이션 《뱀부 블레이드》의 주인공 도라지 역, 《전설의 용자의 전설》의 주인공 라이너 역, 《마켄키!》의 주인공 다케루 역, 《토리코》의 주인공 토리코 역 등 청소년 대상 작품의 남자 주인공을 자주 연기했으며, 이외에 잡다한 애니메이션의 조역으로 출연했다. 《원피스》의 퍼니메이션판 성우진 중에서는 브룩 역을 담당하고 있다.

## 성우 출연작 목록

### 일본 애니메이션
| 연도  | 제목                        | 영어 제목                          | 배역            | 비고         |
| ----- | --------------------------- | ---------------------------------- | --------------- | ------------ |
| 2007  | 뱀부 블레이드               | Bamboo Blade                       | 이시다 도라지   |              |
| 2010  | 전설의 용자의 전설          | The Legend of the Legendary Heroes | 라이너 류트     |              |
| 2013  | 마켄키!                     | Maken-ki!                          | 오야마 다케루   |              |
| 2011  | 해파리 공주                 | Princess Jellyfish                 | 고이부치 슈     |              |
| 2011  | 로자리오와 뱀파이어         | Rosario + Vampire                  | 모리오카 긴에이 |              |
| 2012  | B형 H계                     | B Gata H Kei: Yamada's First Timei | 마쓰오 다이스케 |              |
| 2012  | 오오카미 씨와 7명의 동료들  | Ōkami-san and her Seven Companions | 히쓰지카이 시로 |              |
| 2012  | 팬티 & 스타킹 with 가터벨트 | Panty & Stocking with Garterbelt   | 척              |              |
| 20112 | 시귀                        | Shiki                              | 다쓰미          |              |
| 2012  | 토리코                      | Toriko                             | 토리코          |              |
| 2013  | Free!                       | Free! - Eternal Summer             | 야마자키 소스케 |              |
| 2013  | 작안의 샤나                 | Shakugan no Shana                  | 다나카 에이타   |              |
| 2014  | 스페이스 댄디               | Space Dandy                        | 댄디            |              |
| 2015  | 혈계전선                    | Blood Blockade Battlefront         | 잽 렌프로       |              |
| 2015  | 노라가미                    | Noragami                           | 다이코쿠        |              |
| 2015- | 원피스                      | One Piece                          | 브룩            | 퍼니메이션판 |
| 2015  | 종말의 세라프               | Seraph of the End                  | 기미즈키 시호   |              |
| 2015  | 도쿄 구울                   | Tokyo Ghoul                        | 반조 가이즈치   |              |
| 2015  | 도쿄 레이븐즈               | Tokyo Ravens                       | 아토 도지       |              |
| 2015  | 기교소녀는 상처받지 않아    | Unbreakable Machine-Doll           | 펠릭스 킹스포트 |              |
| 2015  | 새벽의 연화                 | Yona of the Dawn                   | 기자            |              |
| 2015  | 아루스란 전기               | The Heroic Legend of Arslan        | 라젠드라        |              |
| 2016  | 빨강머리 백설공주           | Snow White with the Red Hair       | 미쓰히데 루언   |              |
| 2016  | 잔향의 테러                 | Terror in Resonance                | 하무라          |              |
| 2016  | 마탄의 왕과 바나디스        | Lord Marksman and Vanadis          | 제라르 오제     |              |
| 2016  | 괴물의 아이                 | The Boy and the Beast              | 다타라          |              |
| 2016  | 나의 히어로 아카데미아      | My Hero Academia                   | 쇼지 메조       |              |